# Banksia serrata
Espèce
Classification phylogénétique
Banksia serrata est une espèce de plantes à fleurs du genre Banksia de la famille des Proteaceae. C'est un arbuste buissonnant ou un arbre originaire de la côte est de l'Australie, on le trouve du Queensland au Victoria, mais également parfois en Tasmanie ou sur les Flinders Island. Il se présente généralement sous la forme d'un arbre noueux pouvant atteindre 15 m de haut, mais il peut être plus petit dans des zones exposées. Banksia serrata a des feuilles dentelées vert foncé, et des fleurs jaunes parfois légèrement grisâtres.
C'est l'une des quatre espèces de Banksia collectées par Joseph Banks en 1770, et une des quatre espèces publiées en 1782 lors de la description du genre par Carl von Linné le Jeune. On connait plusieurs variétés, bien qu'elles soient très proches de Banksia aemula. Il pousse exclusivement sur des sols sableux, généralement dans des broussailles. Banksia serrata est une importante ressource en nourritures pour les animaux se nourrissant de nectar pendant les mois d'automne et d'hiver.